# Schachtne
Schachtne (ukrainisch Шахтне; russisch Шахтное/Schachtnoje) ist eine Siedlung städtischen Typs im Osten der Ukraine in der Oblast Donezk mit etwa 800 Einwohnern.
Die Siedlung städtischen Typs befindet sich im Südosten des Stadtgebiets von Charzysk, etwa 12 Kilometer vom Stadtzentrum Wolnowacha und 29 Kilometer östlich vom Oblastzentrum Donezk entfernt am Fluss Krynka gelegen. Durch den Ort verläuft die Bahnstrecke von Ilowajsk nach Tores.
Verwaltungstechnisch gehört der Ort zur Stadtgemeinde von Charzysk und ist hier wiederum zusammen mit 4 anderen Siedlungen städtischen Typs sowie einem Dorf der Siedlungsratsgemeinde von Trojizko-Charzysk untergeordnet.
Der Ort entstand Ende der 1950er Jahre um den Schacht №. 39, er hat seit 1957 den Status einer Siedlung städtischen Typs. 2010 wurden die Förderanlagen und der Schacht stillgelegt. Im Verlauf des Ukrainekrieges wurde der Ort 2014 durch Separatisten der Volksrepublik Donezk besetzt.